# Reprezentacja Palestyny w piłce nożnej mężczyzn
Reprezentacja Palestyny w piłce nożnej – drużyna piłkarska reprezentująca Palestynę w zawodach międzynarodowych. Za jej funkcjonowanie odpowiedzialny jest Palestyński Związek Piłki Nożnej. Od 1998 roku jest członkiem FIFA oraz AFC. Reprezentacja Palestyny istniała także w latach 1928–1948, jako reprezentacja brytyjskiego terytorium mandatowego – Palestyny. Rozegrała wówczas pięć spotkań (po dwa kwalifikacyjne do Mistrzostw Świata 1934 i 1938, oraz towarzyski mecz z Libanem), przegrała wszystkie oprócz ostatniego.
Po zlikwidowaniu kolonii i uzyskaniu niepodległości przez Izrael w maju 1948 r., powstała reprezentacja Izraela. Kluby żydowskie były zrzeszone w Palestyńskim Związku Piłkarskim, który był członkiem FIFA. Światowa Federacja sprzeciwiała się, zgodnie z własnymi przepisami, utworzeniu Palestyńskiego Związku, składającego się wyłącznie z klubów arabskich. Brak porozumienia sprawił, że Arabowie mieszkający na tych terenach doczekali się własnej federacji piłkarskiej dopiero w 1962 r. (do FIFA przyjęto ją dopiero w 1998, po ostatecznym wyjaśnieniu międzynarodowej sytuacji Autonomii). Obecnie zarówno Izrael, jak i Palestyna uważają się za "spadkobierców" reprezentacji sprzed 1948.
Reprezentacja Palestyny nigdy jeszcze nie zakwalifikowała się do Mistrzostw Świata. Ponieważ w kraju nie ma żadnego stadionu z prawdziwego zdarzenia, reprezentacja zazwyczaj rozgrywa swe mecze w Dosze, stolicy Kataru. Treningi odbywają się z kolei w egipskim mieście Ismailia.
Obecnym selekcjonerem kadry Palestyny jest Julio César Baldivieso.

## Udział wMistrzostwach Świata
- 1930 – Nie brała udziału
- 1934 – 1938 – Nie zakwalifikowała się
- 1950 – 1998 – Nie brała udziału (nie była członkiem FIFA)
- 2002 – 2022 – Nie zakwalifikowała się

## Udział wPucharze Azji
- 1956 – 1996 – Nie brała udziału (nie była członkiem AFC)
- 2000 – 2011 – Nie zakwalifikowała się
- 2015 – Faza grupowa
- 2019 – Faza grupowa
- 2023 – 1/8 finału

## Trenerzy
od 1998
| Trener                       | Od      | Do       |
| ---------------------------- | ------- | -------- |
| Ricardo Carugati             | 1998    | 1998     |
| Ricardo Carugati Azmi Nassar | 1999    | 1999     |
| Azmi Nassar                  | 2000    | 2000     |
| Mansour Hamid El-Bouri       | 2000    | 2000     |
| Mustafa Abdel-Ghali Yacoub   | 2001    | 2001     |
| Andrzej Wiśniewski           | 2002    | 2002     |
| Nicola Hadwa Shahwan         | 2002    | 2004     |
| Alfred Riedl                 | 2004    | 2004     |
| Ghassan Balawi               | 2004    | 2004     |
| Tamas Viczko                 | 2004    | 2004     |
| Azmi Nassar                  | 2005    | 2008     |
| Naeem Swerky                 | VI 2008 | VII 2008 |
| Izzat Hamza                  | 2008    | 2009     |
| Mousa Bezaz                  | 2009    |          |